# Atletica leggera ai Giochi della IV Olimpiade - Salto triplo
La competizione delle salto triplo di atletica leggera dei Giochi della IV Olimpiade si tenne il  giorno 25 luglio 1908 allo Stadio di White City a Londra.

## L'eccellenza mondiale
| Record olimpico: Parigi 1900 | 14,47 | Meyer Prinstein | Ritir. 1907 |
| Primatista mondiale          | 15,34 | John Breshnihan | Assente     |

Durante la stagione il britannico Ahearne e il canadese MacDonald hanno superato abbondantemente i 14,50 metri. Nessun altro ha fatto più di 14,30. La loro supremazia viene ribadita ai Giochi.

## Risultati

### Turno eliminatorio
Tutti i 20 iscritti hanno diritto a tre salti. Poi si stila una classifica. I primi tre disputano la finale (tre ulteriori salti).
I tre finalisti si portano dietro i risultati della qualificazione.
La miglior prestazione appartiene a Timothy Ahearne (GBR) che stabilisce il nuovo record olimpico con 14,72 m.
Gruppo A
| Pos. | Atleta           | Nazione     | Misura |
| ---- | ---------------- | ----------- | ------ |
| 5    | Platt Adams      | Stati Uniti | 14,07  |
| 7    | Karl Fryksdahl   | Svezia      | 13,65  |
| 9    | Martin Sheridan  | Stati Uniti | 13,42  |
| 11   | Cyril Dugmore    | Regno Unito | 13,31  |
| 13   | Henry Olsen      | Norvegia    | 13,17  |
| 15   | Dimitrios Muller | Grecia      | 13,09  |
| 16   | Frank Irons      | Stati Uniti | 12,67  |

Gruppo B
| Pos. | Atleta             | Nazione     | Misura |
| ---- | ------------------ | ----------- | ------ |
| 1    | Tim Ahearne        | Regno Unito | 14,72  |
| 3    | Garfield MacDonald | Canada      | 14,12  |
| 8    | John Brennan       | Stati Uniti | 13,59  |
| 10   | Doug Stupart       | Sudafrica   | 13,40  |
| 14   | Oscar Guttormsen   | Norvegia    | 13,16  |
| 17   | Sam Bellah         | Stati Uniti | 12,55  |
| -    | Nate Sherman       | Stati Uniti | ND     |
| -    | George Mayberry    | Regno Unito | ND     |
| -    | Juho Halme         | Finlandia   | ND     |

Gruppo C
| Pos. | Atleta               | Nazione     | Misura |
| ---- | -------------------- | ----------- | ------ |
| 2    | Edvard Larsen        | Norvegia    | 14,37  |
| 4    | Calvin Bricker       | Canada      | 14,10  |
| 6    | Frank Mount Pleasant | Stati Uniti | 13,97  |
| 12   | Michael Dineen       | Regno Unito | 13,23  |

### Finale
La finale è una gara dall'esito incerto fino alla fine. MacDonald salta a 14,76 e si porta in prima posizione. Ahearne raccoglie tutte le energie e vince all'ultimo salto sfiorando i 15 metri.
| Pos.    | Atleta               | Età | Nazione     | Misura |
| ------- | -------------------- | --- | ----------- | ------ |
| Oro     | Tim Ahearne          | 23  | Regno Unito | 14,92  |
| Argento | Garfield MacDonald   | 27  | Canada      | 14,76  |
| Bronzo  | Edvard Larsen        | 27  | Norvegia    | 14,39  |
| 4       | Calvin Bricker       | 24  | Canada      | 14,10  |
| 5       | Platt Adams          | 23  | Stati Uniti | 14,07  |
| 6       | Frank Mount Pleasant | 24  | Stati Uniti | 13,97  |

Le bandiere "ufficiali" nascondono la vera nazionalità dei primi due classificati: sia Ahearne che MacDonald sono infatti irlandesi.